# Aleksandr Mikhajlov
Aleksandr Jakovlevitj Mikhajlov ( russisk: Александр Яковлевич Михайлов, født 4. oktober 1944) er en sovjetisk og russisk film- og teaterskuespiller.
Han medvirkede i filmen Muzhiki! fra 1981, der deltog ved Filmfestivalen i Berlin, hvor den vandt en "Honourrable Mention".
Mikhajlov har i 1992 modtaget hæderen Folkets kunstner i RSFSR (1992) og Folkets kunstner i Transnistrien (2014). 

## Politiske forhold
Mikhajlov stillede i 2007 op til den russiske statsduma for partiet Retfærdigt Rusland uden dog at blive valgt. I 2016 stillede han atter op til Dumaen, denne gang for partiet Rodina.
Den 12. februar 2015 forbød Ukraines sikkerhedstjeneste Mikhajlov at rejse ind i Ukraine i fem år som følge af Mikhajlovs offentlige støtte til Folkerepublikken Luhansk og Folkerepublikken Donetsk og som følge af et besøg på det territorium, der er under kontrol af russisk-sindede separatister.
I 2022 støttede han den russiske invasion af Ukraine og sagde, at Rusland var "i krig med nazisterne". Den 7. januar 2023 blev han føjet til Ukraines sanktionsliste for at støtte og retfærdiggøre russisk aggression mod Ukraine samt for sin støtte til "Putin-regimets aggressive politik".

## Udvalgt filmografi
- Prijezzjaja (da.: Tilflytteren, 1977/1978)
- Belyj sneg Rossii (da.: ~Ruslands hvide sne, 1980)
- Belyj voron (da.: Den hvide krage, 1980)
- Front v tylu vraga (da.: Foran bag fjendens linjer, 1981)
- For pengenes skyld (1981)
- Muzjiki! (1981) som Pavel
- Tjerez ternii k zvjozdam (da.: Til stjernerne gennem trængsler, 1981) som Dreier
- Karnaval (da.: Karnival 1981) som Remizov
- Priznat vinovnym (da.: Kendt skyldig, 1983) som Voronin
- Odinokim predostavljajetsja obsjjezjitije (da.: ~ De enlige har en sovesal til rådighed, 1983) som Viktor P. Frolov, kommandør
- Formula ljubvi (da.: Kærlighedens formel, 1984)
- Ljubov i golubi (da.: Kærlighed og duer, 1984/1985) som Vasilij Kuzjakin
- Zmejelov (da.: Slangefangeren, 1985) som Pavel Sergejevitj Sjorokhov
- Blagoslovite sjensjtjinu (da.: Velsign kvinden, 2003) som Jurlov
- Stiljagi (2008)
- Poddubnyj (2014)